# دنباناوية
الدنباناوية (الاسم العلمي: Brachypodieae) هي قبيلة من النباتات تتبع الفصيلة النجيلية من رتبة القبئيات.

## أجناس الدنباناوية
- الدنبان